# Новий Ліповець
Новий Ліповець (пол. Nowy Lipowiec) — село в Польщі, у гміні Княжпіль Білґорайського повіту Люблінського воєводства.
Населення — 115 осіб (2011).
У 1975-1998 роках село належало до Замойського воєводства.

## Демографія
Демографічна структура станом на 31 березня 2011 року:
|          | Загалом | Допрацездатний вік | Працездатний вік | Постпрацездатний вік |
| -------- | ------- | ------------------ | ---------------- | -------------------- |
| Чоловіки | 62      | 12                 | 43               | 7                    |
| Жінки    | 53      | 11                 | 26               | 16                   |
| Разом    | 115     | 23                 | 69               | 23                   |